# 通道县
通道县，中国古旧县名。
北宋崇宁三年（1104年）改罗蒙县置，治所在今湖南省通道侗族自治县县溪镇。属靖州。元朝属靖州路，明朝、清朝属靖州直隶州。1934年通道会议在此召开。1949年11月间，中国人民解放军第四野战军攻占通道县。1954年撤销，改设通道侗族自治县。